# Алан Перлис
Алан Џеј Перлис (енгл. Alan Jay Perlis; Питсбург, 1. април 1922 — Њу Хејвен, 7. фебруар 1990) је био амерички научник који се бавио рачунарством, познат по свом пионирском бављењу развојем програмских језика и као први добитник Тјурингове награде.

## Биографија
Перлис је рођен у Питсбургу, у америчкој држави Пенсилванија, где је и дипломирао хемију 1943. године. Основне студије је завршио на Универзитету Карнеги Мелон, а магистратуру је одбранио 1949. године на МИТ-у, где је 1950. године одбранио и докторат из области математике под називом О интегралним једначинама, њиховим решењима добијеним помоћу итерација и аналитичким проширењима (On Integral Equations, Their Solution by Iteration and Analytic Continuation).
Две годије касније Перлис је био члан тима који је направио Вихор (Whirlwind), први рачунар који је радио у реалном времену, и користио монитор као излазни медиј. Универзитетску каријеру је започео на државном универзитету Пердју у Индијани, да би се 1956. године пребацио на Карнеги институт, где је најпре био шеф одсека за математику, а затим и шеф катедре за рачунарство. Изабран је за председника АЦМ-а 1962. године.
Постао је први добитник Тјурингове награде 1966. године, за, како је наведено у образложењу, утицај на пољу напредних програмерских техника и стварање компајлера. Овде се првенствено мисли на његов рад из времена када је био члан тима који је развио програмски језик ALGOL.
Перлис је 1971. године прешао на Универзитет Јејл где му је понуђено место шефа одсека за рачунарство, а 1977. године је изабран за члана Националне техничке академије.
Почетком осамдесетих година двадесетог века објавио је чланак Епиграми о програмирању (Epigrams on Programming) у часопису SIGPLAN који издаје АЦМ. У њему је у форми независних реченица описао многе ствари које је научио о програмирању у својој каријери. Ти епиграми су често цитирани.
Перлис је радио на Универзитету Јејл све до своје смрти, у фебруару 1990. године.